# Liste von Persönlichkeiten der Stadt Mönchengladbach
Die Liste von Persönlichkeiten der Stadt Mönchengladbach umfasst sowohl gebürtige Personen der Stadt Mönchengladbach und deren Stadtteile (u. a. Rheydt, Odenkirchen, Wickrath und (Rhein-)Dahlen) als auch Menschen, die nicht in Mönchengladbach geboren wurden, jedoch am Ort gewirkt haben. Aufgeführt sind zudem Personen, die von der Stadt Mönchengladbach für ihre Verdienste ausgezeichnet wurden.

## Söhne und Töchter der Stadt
Folgende Persönlichkeiten sind in Mönchengladbach beziehungsweise in den Gemeinden, die heute zu Mönchengladbach gehören, geboren. Die Auflistung erfolgt chronologisch nach Geburtsjahr. Ob sie ihren späteren Wirkungskreis in Mönchengladbach hatten oder nicht, ist dabei unerheblich.

### 16. Jahrhundert
- Peter Syben (* 1596 in Dahlen; † 14. Oktober 1659), Benediktinermönch (lateinisch Sybenius), Pastor von Dülken, 35. Abt von Gladbach

### 17. Jahrhundert
- Martin Syben (* 21. Oktober 1604 in Dahlen; † 15. Oktober 1668 in Köln), Jesuit, Lehrer in Trier
- Jacob Masen (* 23. März 1606 in Dahlen; † 27. September 1681 in Köln), jesuitischer Poetiker (lateinisch Masenius), Theologe und Historiker
- Wilhelm Nakaten (* November 1617 in Lürrip; † 23. Juni 1682), Jesuit, Seelsorger, Professor an der Ordenshochschule Münster

### 18. Jahrhundert
- Karl Kaspar von Bylandt-Schwarzenberg, (* 1712 in Rheydt; † 16. Dezember 1794 in Ratingen), letzter Herr aus der Familie Bylandt, der Unterherrschaft Rheydt
- Johannes Jakobus Bouget (* 1. November 1762 in Odenkirchen; † 18. November 1810 in Paris), Jurist, Diplomat, Politiker und Abgeordneter
- Johann Hüsgen (* 22. September 1769 in Giesenkirchen; † 23. April 1841 in Köln), Generalvikar des Erzbistums Köln

### 19. Jahrhundert

#### 1801–1850
- Johann Wilhelm Preyer (* 19. Juli 1803 in Rheydt; † 20. Februar 1889 in Düsseldorf), Maler
- Louise Preyer (* 1805 in Rheydt; † 1834 in Eschweiler), Malerin
- Richard Stein (* 6. Juni 1834 in Rheydt; † 1917 in Halle (Saale)), Bergbeamter
- Franz Brandts (* 12. November 1834; † 5. Oktober 1914), Unternehmer, Gründer des Volksvereins für das katholische Deutschland
- Maria Lenssen (* 17. Juli 1836 in Rheydt; † 1. März 1919), Wohltäterin
- Theodor Croon (* 24. August 1837 in Gladbach; † 18. Juli 1909), Fabrikant und Politiker
- Ernst Schmitz (* 18. Mai 1845 in Rheydt; † 3. Dezember 1922 in Haifa), Ordenspriester und Naturforscher
- Max Meckel (* 28. November 1847 in Dahlen; † 24. Dezember 1910 in Freiburg im Breisgau), Architekt.

#### 1851–1900

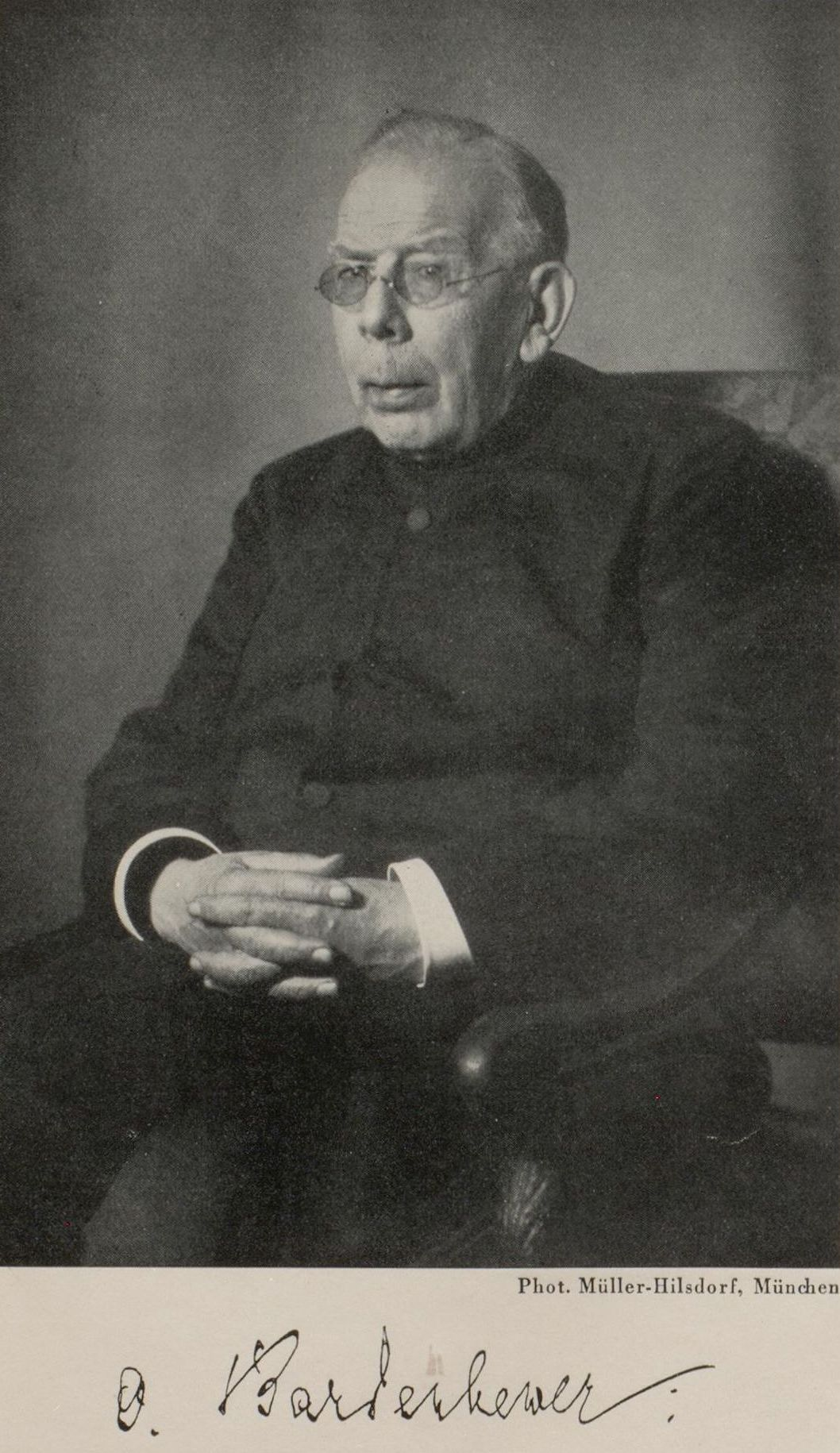
Der Patrologe Otto Bardenhewer

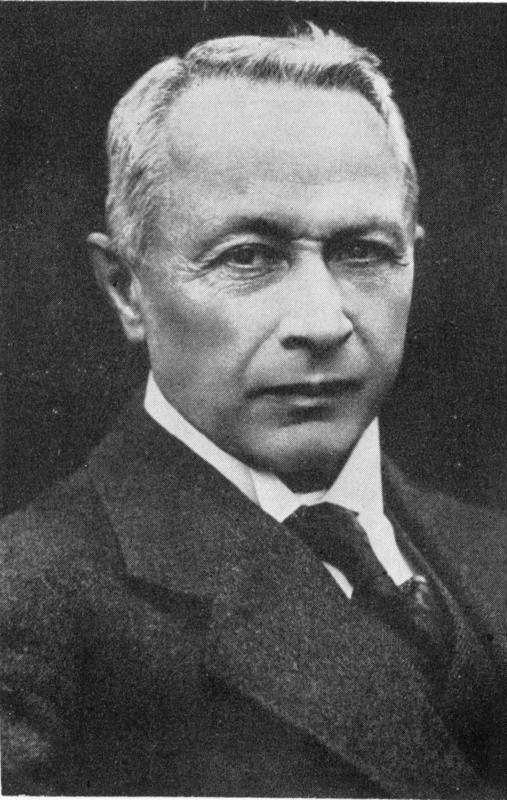
Der Ingenieur und Unternehmer Hugo Junkers um 1912

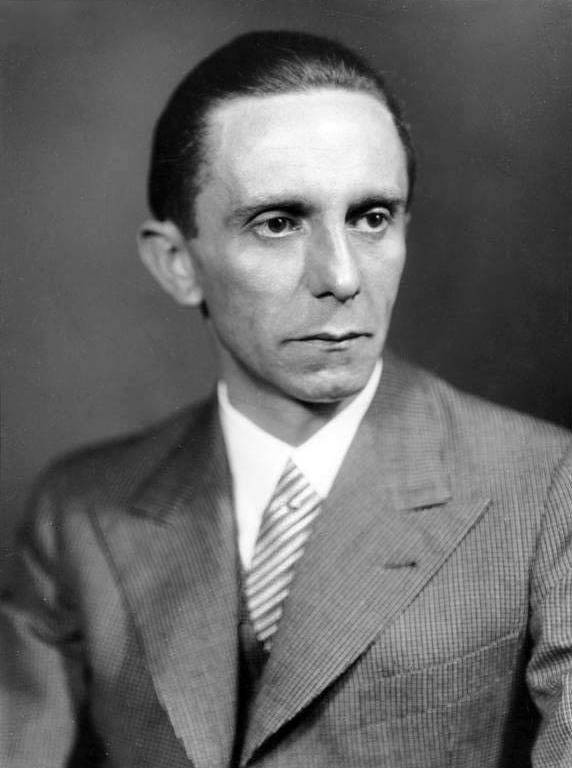
Joseph Goebbels, in der Zeit des Nationalsozialismus Reichspropagandaleiter der NSDAP

- Otto Bardenhewer (* 16. März 1851; † 23. März 1935 in München), römisch-katholischer Theologe, bedeutsamer Patrologe
- Louise Gueury (* 13. Mai 1854; † 21. Juli 1900), Stifterin der Lungenheilstätte im Hardter Wald
- Paul Küppers (* 28. Juli 1858; † 4. Juli 1936 in Bochum), Journalist, Politiker und lokaler Historiker
- Hugo Junkers (* 3. Februar 1859 in Rheydt; † 3. Februar 1935 in Gauting), Ingenieur und Unternehmer (Flugzeugkonstrukteur)
- Carl Pauen (* 7. April 1859; † 7. Juni 1935 in Bonn), Moderner Fünfkämpfer und Olympiateilnehmer
- Hermann Hirsch (* 4. Juni 1861 in Rheydt; † 1. März 1934 in Göttingen), Maler und Bildhauer
- August Müller (* 4. März 1864; † 5. September 1949), Arzt und Erfinder der Kontaktlinse
- Johanna Stocken, bekannt als Mutter Ey (* 4. März 1864 in Wickrath; † 27. August 1947 in Düsseldorf), Galeristin und Förderin moderner Malerei
- Gustav Heller (* 23. August 1866; † 5. März 1946 in Leipzig), Chemiker und Hochschullehrer an der Universität Leipzig
- Ludwig Schmitz-Kallenberg (* 10. Juni 1867 in Rheydt; † 22. April 1937 in Münster), Historiker, Hochschullehrer der Westfälischen Wilhelms-Universität sowie Direktor des Staatsarchivs Münster
- Max Riese (* 1868; † 13. November 1943 in Rhöndorf), Drogist, Unternehmer und Erfinder der Penaten-Creme
- Peter Nonnenmühlen (* 7. Juni 1868; † 9. Februar 1952), Oberbürgermeister Mönchengladbachs 1946
- Ernst Vits (* 15. September 1868 in Rheydt; † 15. November 1939 in Berlin), evangelischer Hof- und Domprediger in Berlin und Generalsuperintendent der Neumark und Niederlausitz
- Carl Beines (* 15. Dezember 1869 in Rheydt; † 8. Oktober 1950 in Bad Wörishofen), Dirigent, Musikpädagoge und Komponist
- Walther Wolff (* 9. Dezember 1870 im Stadtteil Neuwerk; † 26. August 1931 in Aachen), evangelischer Pfarrer und Theologe
- Franz Müller-Gossen (* 1871; † 16. März 1946 in Lausanne, Kanton Waadt), Landschafts- und Marinemaler der Düsseldorfer Schule
- Anna Simons (* 8. Juni 1871; † 2. April 1951 in Prien am Chiemsee), Kalligraphin und Typographin
- Johannes Greferath (* 18. August 1872 in Schelsen; † 21. Oktober 1946 in Köln), Maler
- Siegfried Falk (* 15. August 1874 in Rheydt; † 5. Dezember 1941 in Düsseldorf), Bankier
- Heinrich Neusen (* 9. April 1876 in Dahlen; † 16. Mai 1958 in Anrath), Bürgermeister von Anrath
- Ernst Jakob Christoffel (* 4. September 1876 in Rheydt; † 23. April 1955 in Isfahan), Gründer der Christoffel-Blindenmission
- Johannes van den Kerkhoff (* 22. September 1876 in Odenkirchen; † 21. April 1945 in Freudenstadt), Politiker (DNVP)
- Hermann Schoppelrey (* 24. September 1876; † 25. Mai 1940), römisch-katholischer Bischof, Steyler Missionar und Apostolischer Vikar von Sinyangchow in China
- Clara Grunwald (* 11. Juni 1877 in Rheydt; † April 1943 im KZ Auschwitz), Montessori-Pädagogin
- Paul-Peter Schagen (* 26. Dezember 1877 in Dahlen; † 20. Dezember 1944), Priester in Raeren, Linn, Aachen-Brand und Kaplan in St. Peter in Köln
- Walter Dilthey (* 26. März 1877 in Rheydt; † 24. Juni 1955 in Zülpich), Chemiker
- Leo Raape (* 14. Juni 1878 in Rheydt; † 7. Dezember 1964 in Hamburg), Rechtsgelehrter
- David Alexander Winter (23. November 1878 – 13. Oktober 1953 in London), Rabbiner
- Max Popp (* 16. Dezember 1878; † 16. März 1943 in Berlin-Zehlendorf), Agrarwissenschaftler und Verfasser der ersten deutschsprachigen Biographie über Jules Verne
- Georg Hilgers (* 1879; † 1944), Maler und Radierer
- Walter Kaesbach (* 18. Januar 1879; † 1. Juli 1961 in Konstanz), Kunsthistoriker und bedeutender Förderer der Kunst des Expressionismus
- Ernst Stoltenhoff (* 17. Januar 1879 in Odenkirchen; † 27. April 1953 in Wittlaer), Protestantischer Theologe
- Albert Huyskens (* 30. Juli 1879; † 26. Oktober 1956 in Aachen), Historiker, Archivar und Bibliothekar
- Robert Pferdmenges (* 27. März 1880, † 28. September 1962 in Köln), Bankier und Politiker (CDU), MdB, MdL (Nordrhein-Westfalen)
- Alfred Heinen (* 25. August 1880; † 9. Juli 1943 im Vernichtungslager Sobibor), Unterhaltungskünstler und rheinischer Sänger
- Konrad Miß (* 30. Oktober 1880; † 14. September 1952 in Köln-Lindenthal), Landrat (SPD)
- Hans Emil Weber (* 8. März 1882; † 13. Juni 1950 in Bonn), evangelischer Theologe
- Siegfried Klein (* 31. Dezember 1882; † August 1944 in Auschwitz), Rabbiner
- Theo Blum (* 10. Januar 1883; † 31. Januar 1968 in Köln), Landschaftsmaler und Radierer
- Walter Hollweg (* 23. Mai 1883; † 23. April 1974 in Emden), reformierter Theologe und
- Joseph H. Pilates (* 9. Dezember 1883; † 1967 in New York), deutsch-US-amerikanischer Körpertrainer, der die gleichnamige Methode entwickelte
- Karl Köster (* 1. September 1883; † 2. März 1975 in Boisheim), Maler und Grafiker
- Franz Doelle (* 9. November 1883; † 15. März 1965 in Leverkusen), Komponist (Wenn der weiße Flieder wieder blüht)
- Johannes Heck (* 1. Januar 1884; † 18. November 1949), Mundartdichter, von 1928 bis 1939 Leiter des Rheydter Heimatmuseums
- Tony Sylva (* 27. Februar 1884; † 3. Dezember 1956 in Berlin), Schauspielerin
- Richard Nacken (* 4. Mai 1884 in Rheydt; † 8. April 1971 in Oberstdorf), Mineraloge, Kristallograph, Petrograph, Physikochemiker und Hochschullehrer
- Gottfried Könzgen (* 3. April 1886; † 15. März 1945 im KZ Mauthausen), Mitglied der katholischen Arbeiterbewegung und Arbeitersekretär der katholischen Arbeitnehmer-Bewegung.
- Carl Cohnen (* 7. August 1887; † 20. Juli 1976), Maler
- Carl Spiecker (* 7. Januar 1888; † 16. November 1953 in Königstein im Taunus), Politiker (ZENTRUM, CDU, MdL, Bundesvorsitzender des Zentrums)
- Jens von Hagen (* 5. März 1888 in Rheydt; † 7. April 1964 in Werneck), Opernsänger und Schauspieler
- Hermann Pongs (* 23. März 1889 in Odenkirchen; † 3. März 1979 in Gerlingen), Professor und Literaturwissenschaftler
- Richard Glücks (* 22. April 1889 in Odenkirchen; † 10. Mai 1945 in Flensburg, Suizid), war ab November 1939 Leiter der Inspektion der Konzentrationslager
- Heinrich Lersch (* 12. September 1889; † 18. Juni 1936 in Remagen), Kesselschmied und Arbeiterdichter
- Johannes Albers (* 8. März 1890; † 8. März 1963 in Köln), Politiker (CDU)
- Frank Xaver Spiecker (* 29. November 1890; † 12. Oktober 1945 in Garches), deutsch-amerikanischer Literaturwissenschaftler und Übersetzer
- Hans Leifhelm (* 2. Februar 1891 in Rheydt; † 1. März 1947), Dichter
- Hermann Schmitz (* 25. März 1891; † vor 1976), Althistoriker und Gymnasiallehrer
- Anton Wendling (* 26. September 1891; † 13. Januar 1965 in Münsterlingen), Maler und Schöpfer von Kirchenfenstern
- Heinrich Malzkorn (* 4. Januar 1892; † 12. März 1980 in Süchteln), Schriftsteller, Maler und Naturschützer
- Hubert Schlebusch (* 28. Juni 1893; † 20. Oktober 1955 in Mehlem bei Bonn), Ministerpräsident von Braunschweig 1945–46
- Adam Romboy (* 29. November 1893 in Niederembt; † 25. Januar 1972 in Rheydt), deutscher Gewerkschafter und Widerstandskämpfer gegen das NS-Regime
- Heinrich Karsch (* 12. Februar 1894 in Rheydt; † 24. Oktober 1955), Politiker (CDU)
- Josef Arndgen (* 24. Februar 1894 in Rheydt; † 20. September 1966 in Wiesbaden), Politiker (CDU)
- Werner Gilles (* 29. August 1894 in Rheydt; † 23. Juni 1961 in Essen), Künstler
- Robert Fricke (* 6. September 1895; † 21. Oktober 1950 in Lugano), Chemiker
- Johann Esser (* 10. April 1896 in Wickrath; † 1971 in Moers), Dichter und Gewerkschafter, Mitverfasser des Lieds Die Moorsoldaten
- Wilhelm Jansen-Joerde (* 17. August 1896 in Dohr; † 29. Mai 1981 in Giesenkirchen), Künstler
- Heinrich Schult (* 17. November 1896; † 11. März 1971 in Essen), Ingenieur, Manager und VDI-Vorsitzender
- Gottfried Kapp (* 27. März 1897; † 21. November 1938 in Frankfurt am Main), Schriftsteller
- Joseph Goebbels (* 29. Oktober 1897 in Rheydt; † 1. Mai 1945 in Berlin), Politiker (NSDAP) und Minister für Propaganda und Volksaufklärung während der Zeit des Nationalsozialismus
- Lisel Haas (* 1898; † 1989), Fotografin des Birmingham Repertory Theatre
- Fritz Böning (* 28. Januar 1898 in Odenkirchen; † 3. Juni 1971), Kommunalpolitiker und Landrat (CDU)
- Paul Herrmann (* 22. April 1898; † 14. September 1980 in Koblenz), Generalmajor der Bundeswehr
- Peter Erkens (* 24. Juli 1898 in Rheydt; † 22. Oktober 1972 in Mönchengladbach), Politiker (Zentrum, CDU)
- Peter Kuhlen (* 30. September 1899 in Rheydt; † 17. November 1986 in Düsseldorf), Gründer der Apostolischen Gemeinschaft
- Joseph Paul Franken (* 3. Januar 1900; † 10. Januar 1980 in Bonn-Bad Godesberg), Jurist, Ministerialrat und Politiker (CDU)
- Ernst Alfred Philippson (* 6. April 1900; † 9. August 1993 Urbana (Illinois), USA), Professor für Germanische Philologie
- Hanns Vogts (* 2. Dezember 1900; † 20. Juni 1976 in Freudenstadt), Schriftsteller
- Friedrich Paul Krappen (* 7. Dezember 1900; † 22. April 1976 in Mönchengladbach), Stadtdirektor

### 20. Jahrhundert

#### 1901–1910

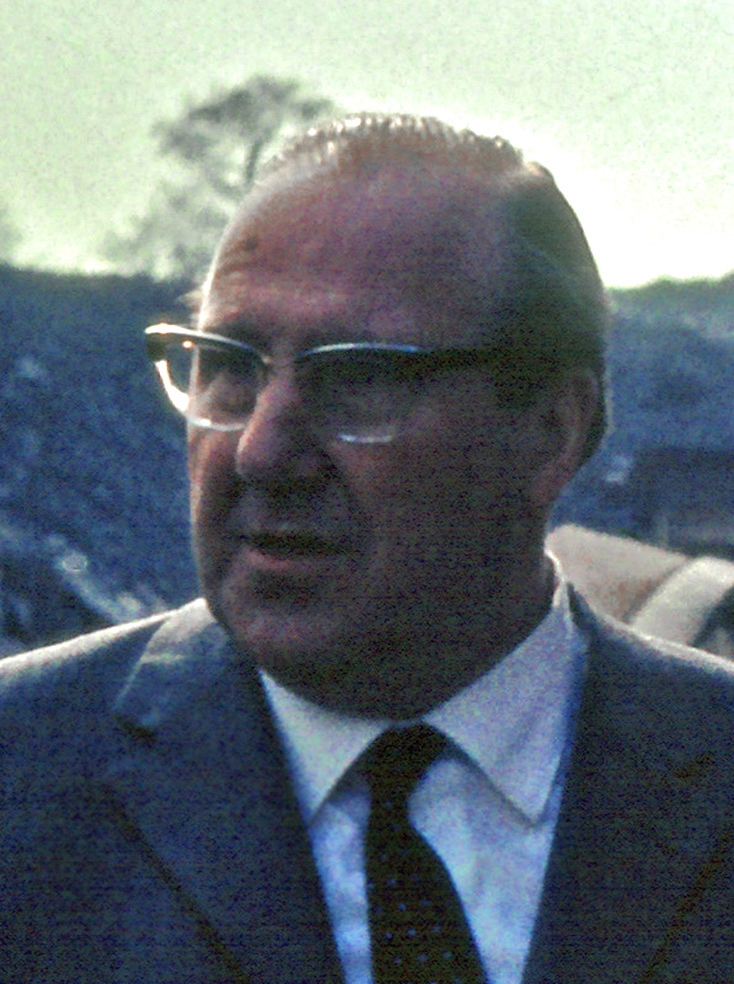
Franz Meyers: von 1958 bis 1966 Ministerpräsident von Nordrhein-Westfalen

- Michael Münster (* 23. Februar 1901; † 31. März 1986 in Schwalmtal (Niederrhein)), Politiker (NSDAP)
- Hans Wolfgang Hillers (* 22. April 1901; † 12. April 1952 in Düsseldorf), Schriftsteller
- Paula Walendy (* 1902; † 1991), Kinderbuchautorin und Journalistin
- Hans Jonas (* 10. Mai 1903; † 5. Februar 1993 in New York), deutsch-jüdischer Philosoph und Ethiker
- Robert Ullmann (* 18. Juli 1903; † 19. März 1966 in Wien), Bildhauer
- Edmund Pulheim (* 19. September 1903; † unbekannt), Fußballspieler und -funktionär
- Josef Windeck (* 11. Oktober 1903 in Rheydt; † 21. Juli 1977 in Mönchengladbach), wegen Mordes im dritten Frankfurter Auschwitz-Prozess zu lebenslanger Freiheitsstrafe zuzüglich 15 Jahren Haft verurteilt
- Theo Hespers (* 12. Dezember 1903; † 9. September 1943 in Berlin-Plötzensee), Widerstandskämpfer in der Zeit des Nationalsozialismus
- Paul Franken (* 19. Dezember 1903; † 15. Dezember 1984 in Bonn), Historiker und erster Direktor der Bundeszentrale für politische Bildung
- Max Stern (* 18. April 1904; † 30. Mai 1987 in Paris), deutsch-kanadischer Kunsthändler und Mäzen
- Hans Lünenborg (* 20. April 1904; † 1. April 1990 in Köln), Maler
- Werner Becker (* 17. Mai 1904; † 1. Juni 1981 in Leipzig), Jurist, katholischer Theologe und Hochschullehrer
- Ernst Jansen-Winkeln (* 13. Februar 1904; † 11. April 1992), bedeutender Wand- und Glasmaler
- Viktor Achter (* 8. Februar 1905 in Rheydt; † 16. August 1981), Jurist, Hochschullehrer und Unternehmer
- Ernst Schumacher (* 11. Juli 1905; † 1963 in Berlin), Maler und Grafiker
- Curt Becker (* 7. August 1905; † 21. Februar 1987), geschäftsführender Teilhaber der Herrenkleiderfabrik Clemens August Becker in Mönchengladbad und Politiker (CDU)
- Dietrich Bürkel (* 2. Januar 1905; † 25. Dezember 1986), Jurist und Politiker (CDU), Mitglied des Deutschen Bundestages
- Fritz Rahmen (* 13. Juni 1905 in Rheindahlen; † 25. August 1977), Politiker, letzter Oberbürgermeister von Rheydt (CDU)
- Max Koppel (* 12. August 1905; † 16. Dezember 1974 in New York City), deutschamerikanischer Rabbiner
- Gustav Raab (* 21. Oktober 1905 in Neuwerk; † 2. Februar 1943 in Stalingrad), römisch-katholischer Geistlicher und Märtyrer
- Kurt Rauxloh (* 23. Februar 1906 in Rheydt; † 5. Januar 1952 in Viersen), Aufseher im KZ Ravensbrück
- Will Sommer (* 19. März 1906 in Günhoven; † 17. März 1974 in Rheindahlen), Bildhauer
- Fritz Mühlen (* 17. April 1906 in Rheydt; † 4. Juli 1981 in Wegberg), Maler
- Fritz Hilger (* 6. Mai 1906; † 25. Juni 1973 in Berlin), Widerstandskämpfer
- Leonhard Jansen (* 26. Juli 1906; † 22. Januar 1997 in Brügge), Dichter und Schriftsteller
- Katja Andy, geb. Käte Aschaffenburg (* 23. Mai 1907 in Mönchengladbach; † 30. Dezember 2013 in den USA), Pianistin
- Otto Coenen (* 1907; † 1971), konstruktiver Maler und Lehrer in Mönchengladbach
- Richard Lauffen (* 2. Juni 1907; † 28. August 1990 in Marquartstein), Schauspieler
- Else Zimmermann (* 14. August 1907; † 21. Juni 1995 in Hannover) war eine Politikerin (KPD/SPD)
- Josef Gülden (* 24. August 1907 im Ortsteil Neuwerk; † 24. Januar 1993 in Leipzig), römisch-katholischer Geistlicher und Publizist
- Georg Lünenborg (* 18. Oktober 1907; † 23. April 1972 in Köln), Architekt, Innenarchitekt und Hochschullehrer
- Artur Petzoldt (* 2. Juni 1908 in Rheydt; † 1972), ehemaliger Präsident der Bundesbahndirektion Hamburg
- Jupp Wolff (* 23. Juni 1908; † 13. August 1974 in Norderstedt), Sportjournalist und Zeitungsredakteur
- Franz Meyers (* 31. Juli 1908; † 27. Januar 2002), Politiker (CDU); von 1958 bis 1966 Ministerpräsident von Nordrhein-Westfalen, MdB
- Walter Flachsenberg (* 26. Oktober 1908; † 3. November 1994), Marineoffizier, zuletzt Flottillenadmiral der Bundesmarine
- Anne Marie Stoll-Rommerskirchen (* 20. Januar 1909; † 14. Juli 1985 in Geilenkirchen), Bildhauerin
- Otto Hartloff (* 25. Februar 1909 in Rheydt; † 24. Februar 1977 in Kusel), Künstler
- Hans Bange (* 7. April 1909; † 21. Dezember 1992), Autor, Gründer des Münster-Bauvereins
- Sophronius Clasen (* 30. Mai 1909; † 21. April 1974 in Mönchengladbach), Franziskaner, Theologe, Kirchenhistoriker und Philosoph
- Helmut Dörner (* 26. Juni 1909; † 11. Februar 1945 in Budapest), SS-Oberführer Schutzstaffel und Waffen-SS im Zweiten Weltkrieg
- Werner Labbé (* 3. Juli 1909 in Rheydt; † 3. April 1989), Maler, Graphiker und Illustrator
- Franz Lennartz (* 20. März 1910 Rheydt; † 16. Januar 2003 Salem, Baden-Württemberg), Schriftsteller, Publizist, Lexikograph und Sammler
- Josef Hilgers (* 26. Oktober 1910 in Rheydt; † 21. Januar 1955 in Weisweiler), Kommunalpolitiker (CDU)

#### 1911–1920
- Lene Hille-Brandts (* 1911; † 1973), Kinderbuchautorin
- Alfons Müller-Wipperfürth (* 21. Mai 1911; † 4. Januar 1986 in Bad Gastein), Herrenmodenfabrikant
- Thomas Münster (* 1912; † ?), Schriftsteller
- Lev Aronson (* 7. Februar 1912; † 12. November 1988 in Dallas), Cellist, Cellolehrer und Komponist
- Vilma Sturm (* 27. Oktober 1912; † 17. Februar 1995 in Bonn), Schriftstellerin und Journalistin
- Elisabeth Gottschalk (* 28. Oktober 1912; 14. September 1989 in Amsterdam), niederländische historische Geografin
- Rudolf Brandts (* 21. März 1913; † 18. November 2003 in Bergisch Gladbach), Archivar
- Heinz Ditgens (* 3. Juli 1914; † 20. Juni 1998 in Mönchengladbach), Fußballspieler
- Rolf Dettmann (* 15. Februar 1915; † 7. März 1992), Maler, Zeichner, Illustrator und Grafiker
- Gertrud Aretz (* 24. März 1915; † 30. März 2004 in Neuwied), Fürsorgerin und Politikerin, MdL Rheinland-Pfalz (CDU)
- Alfred Katzenstein (* 16. Mai 1915; † 16. Januar 2000 in Berlin), Psychologe; Widerstandskämpfer in der Zeit des Nationalsozialismus
- Josef Rommerskirchen (* 16. Februar 1916 in Odenkirchen; † 9. März 2010 in Wachtberg), Politiker, MdB (CDU)
- Eugen Viehof (* 28. Februar 1916; † 5. Februar 2010), Unternehmer
- Johannes Botterweck (* 25. April 1917 in Rheydt; † 15. April 1981 in Bonn), Theologe, Alttestamentler und Dekan der Katholisch-Theologischen Fakultät der Rheinischen Friedrich-Wilhelms-Universität Bonn
- Heinz Sielmann (* 2. Juni 1917 in Rheydt; † 6. Oktober 2006 in München), Tierfilmer
- Kurt Kremers (* Februar 1920 in Rheydt; † 24. Oktober 1991 in Mönchengladbach), Komponist, Dichter und Schriftsteller

#### 1921–1930
- Gisela Hoeter (* 12. April 1922; † 12. März 2010 in München), Schauspielerin
- Hilde Sherman, geborene Zander (* 22. März 1923 in Wanlo; † 11. März 2011 in Jerusalem), deutsche Jüdin, die als einziges Mitglied ihrer Familie den Holocaust überlebt hat
- Jack Zunz (* 25. Dezember 1923; † 11. Dezember 2018), britischer Bauingenieur, unter anderem am Sydney Opera House beteiligt
- Gerhard Ackermans (* 25. Februar 1926; † 7. November 2011 in Kerken), Unternehmer
- Helga Stöver (* 9. April 1926; † 7. Oktober 1993 in Mönchengladbach), engagierte sich für die Integration Behinderter, die Belange von Flüchtlingen und die christlich-jüdische Verständigung
- Bruno Schmidt-Bleibtreu (* 2. August 1926 in Odenkirchen; † 14. Dezember 2018 in Bonn), Ministerialdirektor und Staatsrechtler
- Heinz Kremers (* 19. Oktober 1926 in Rheydt; † 26. Mai 1988 in Moers), Theologie-Professor und Träger der Buber-Rosenzweig-Medaille
- Ruth Brühl (* 17. Februar 1927), Schriftstellerin
- Hans Jürgen Hillen (* 10. August 1927; † 8. Oktober 2021), Klassischer Philologe, Übersetzer, Herausgeber und Autor
- Gunther Lambert (* 1928 in Rheydt; † 2015 in Düsseldorf), Unternehmer, Designer und Einrichter
- Helmut Hahn (* 4. Februar 1928; † 16. Februar 2017 in Korschenbroich), Maler, Grafiker, Fotograf, Textilkünstler und Hochschullehrer
- Hermin Esser (* 1. April 1928 in Rheydt; † 17. April 2009 in Naurod), Opernsänger
- Odilo Engels (* 24. April 1928 in Rheydt; † 26. Februar 2012 in Erftstadt-Lechenich), Historiker
- Wilhelm Junkers (* 1. August 1928; † 11. Januar 2011), Mathematiker
- Paul Speck (* 19. Dezember 1928; † 18. August 2003 in Berlin), Byzantinist
- Günter Faßbender (* 5. März 1929; † 25. März 2017 in Wesel), Jurist und Verwaltungsbeamter
- Heinz Feldhege (* 27. Mai 1929), Politiker (CDU), Ehrenoberbürgermeister der Stadt Mönchengladbach, Träger des Bundesverdienstkreuzes am Bande und des Verdienstordens des Landes Nordrhein-Westfalen
- Erich Meuthen (* 31. Mai 1929; † Juni 2018 in Köln), Historiker
- Michael Cramer (* 1. März 1930 in Wickrath; † 28. November 2000 in München), Filmschauspieler und Synchronsprecher
- Karl Heinz Beckurts (* 16. Mai 1930 in Rheydt; † 9. Juli 1986, ermordet in Straßlach-Dingharting bei München), Kernphysiker und Direktor des Instituts für angewandte Kernphysik im Kernforschungszentrum Karlsruhe von 1963 bis 1970
- Hans-Karl Siebigs (* 28. Januar 1930; † 8. Juni 2018), Architekt und Aachener Dombaumeister

#### 1931–1940
- Marianne Strunk-Hilgers (* 1931 in Mönchengladbach; † 14. April 2025), Glasmalerin und Mosaikkünstlerin
- Dietrich „Dirk“ Hespers (* 21. Februar 1931 in Mönchengladbach; † 21. Januar 2018 Brüggen-Bracht), Liedermacher und Volksliedsammler
- Hermann Jansen (* 28. Oktober 1931 in Rheydt; † 13. Juli 2020), Politiker (SPD), Landtagsabgeordneter
- Günter Seuren (* 18. Juni 1932 in Wickrath; † 10. Dezember 2003 in München), Schriftsteller
- Alexander Arnz (* 25. August 1932 in Rheydt; † 30. September 2004 in Köln), Fernsehregisseur
- Helmut Freuen (* 2. September 1932 in Rheydt; † 14. November 2008 in Mönchengladbach), Oberstadtdirektor der ehemaligen Stadt Rheydt von 1968 bis 1974, Oberstadtdirektor der Stadt Mönchengladbach von 1975 bis 1993, jüngster Verwaltungschef einer westdeutschen Großstadt
- Wolfgang Mager (* 12. Oktober 1932), Historiker und Hochschullehrer
- Gerd Schommen (* 16. Dezember 1932), ehemaliger Fußballspieler
- Hans-Ludwig Schreiber (* 10. Mai 1933; † 23. Oktober 2021), Jurist und Hochschullehrer
- Petra Schürmann (* 15. September 1933; † 14. Januar 2010 in München), Miss World 1956, Schauspielerin und Moderatorin
- Tilman Westphalen (* 25. Februar 1935; † 25. April 2021), Anglist
- Klaus Schmidt (* 9. Dezember 1935 in Rheydt), protestantischer Pfarrer, Menschenrechtsaktivist, und Sachbuchautor
- Günther Bien (* 26. April 1936; † 6. November 2023), Philosoph, Philosophiehistoriker, Hochschullehrer
- Josef Lauter (* 4. August 1936), Fachdidaktiker und Hochschullehrer
- Uwe Erichsen (* 9. August 1936 in Rheydt), Schriftsteller
- Hans D. Barbier (* 15. April 1937; † 17. Februar 2017 in Bonn), Journalist
- Helge Breloer (* 28. Oktober 1937; † 23. April 2011 in Dortmund), Sachverständige und Wertermittlungs-Expertin für Bäume und Sträucher, Juristin und Sachbuchautorin
- Hilmar Hoffer (* 14. November 1937 in Rheydt; † 6. März 2024 in Mönchengladbach), Fußballspieler
- Hans Laumanns (* 30. Mai 1938 in Rheydt), Landschaftsarchitekt (Ingenieur) und Städteplaner der niederländischen Stadt Almere
- Walter Jansen (* 31. Dezember 1938), Chemiker, Hochschullehrer, Chemiedidaktiker
- Albin Hänseroth (* 24. Februar 1939; † 9. September 2004 in Köln) Volkswirt und Medienwissenschaftler, Intendant der Hamburgischen Staatsoper und Intendant der Kölner Philharmonie
- Paul Eßer (* 30. Mai 1939; † 20. August 2020), Schriftsteller
- Helmut Harff (* 5. Juni 1939; † 8. September 2018), General der Bundeswehr
- Karl-Wilhelm Blum (* 23. Juli 1939), Volkswirt und Hochschullehrer
- Andreas Birkmann (* 14. August 1939 in Rheydt), Politiker (CDU)
- Rolf Herings (* 10. Juli 1940; † 29. September 2017), Speerwerfer und Olympiateilnehmer sowie Fußballtrainer
- Klaus Eßer (* 14. November 1940; † 12. Oktober 2014), Politik- und Wirtschaftswissenschaftler
- Hanshorst Viehof (* 29. November 1940; † Juli 2000), Gewerkschafter und Ministerialdirektor

#### 1941–1950
- Rolf Königs (* 19. August 1941), Unternehmer und Fußball-Funktionär
- Herbert Nobis (* 22. Juni 1941), Komponist und ehemaliger Hochschullehrer für Musik in Aachen
- Dieter Pauly (* 14. Februar 1942 in Rheydt; † 13. Februar 2024), Bundesliga-Fußballschiedsrichter
- Walter Strerath (* 18. September 1942 in Odenkirchen; † 23. September 1981 in Mönchengladbach), Jazzmusiker
- Wilhelm Josef Gerhards (* 21. Januar 1943), Schriftsteller und Journalist
- Hans Heyer (* 16. März 1943), Unternehmer und ehemaliger Automobilsport-Rennfahrer
- Heinz Abels (* 2. April 1943), Soziologe
- Willy Wimmer (* 18. Mai 1943), Politiker (CDU)
- Klaus Stoll (* 24. Mai 1943 in Rheydt), Musiker, Kontrabassist und Hochschullehrer
- Herbert Laumen (* 11. August 1943), ehemaliger Fußballspieler
- Erwin Müller-Ruckwitt (* 26. August 1943), katholischer Theologe, Erwachsenenbildner und Medienexperte
- Horst-Dieter Höttges (* 10. September 1943; † 22. Juni 2023), Fußballspieler
- Werner Janssen (* 1944), Philosoph, Germanist, Pädagoge und Hochschullehrer
- Wilfried Jacobs (* 14. Januar 1944), ehemaliger Präsident von Borussia Mönchengladbach und ehemaliger Vorsitzender des Vorstandes der AOK Rheinland/Hamburg.
- Rolf Göttel (* 21. Februar 1944; † 15. Dezember 2023), Schiedsrichter und Stadionsprecher
- Günter Netzer (* 14. September 1944), ehemaliger Fußballnationalspieler
- Jupp Heynckes (* 9. Mai 1945), ehemaliger Fußballnationalspieler und Trainer diverser Bundesligamannschaften, unter anderem Borussia Mönchengladbach, FC Bayern München und Bayer 04 Leverkusen
- Beatrix Phillip (* 7. Juli 1945; † 1. Mai 2019 in Düsseldorf), Politikerin (CDU)
- Jürgen Aretz (* 10. Februar 1946 in Rheydt), ehemaliger Staatssekretär
- Uli Vos (* 2. September 1946; † 1. Dezember 2017 in Mönchengladbach), Feldhockeyspieler und Olympiasieger
- Helga Kirchner (* 20. Oktober 1946), Journalistin
- Marlies Seeliger-Crumbiegel (* 28. November 1946 in Rheydt; † 20. April 2012 in Heinsberg), Künstlerin, Kunstlehrerin, -vermittlerin und Galeristin
- Tanja May  (* 22. Februar 1947), Schlagersängerin
- Erwin Spinnler (* 11. April 1947), Fußballspieler
- Jürgen Lenssen (* 11. Mai 1947), Domkapitular in Würzburg, Kunstschaffender
- Klaus Bayer (* 24. Juni 1947), Germanist und Hochschullehrer
- Ulf Posé (* 4. August 1947; † 5. April 2023), Buchautor und Wirtschaftsethiker
- Uli Bohnen (* 9. Februar 1948; † 23. März 2022 in Eschweiler), Kunsthistoriker, -theoretiker und Hochschullehrer, Kurator, Fotograf, Sammler
- Kajo Breuer (* 19. Juli 1948 in Rheydt), Politiker (GRÜNE)
- Dieter Baumanns (* 15. September 1948; † 5. November 2023), Fußballspieler
- Klaus-Willi Baumanns (* 15. September 1948), Fußballspieler
- Erwin Kremers (* 24. März 1949), ehemaliger Fußballnationalspieler
- Helmut Kremers (* 24. März 1949), ehemaliger Fußballnationalspieler
- Hans-Jürgen Kühl (* 17. Juli 1949), Karambolagespieler, Deutscher Meister und Team-Weltmeister
- Felix Becker (* 29. August 1949), Politiker, Mitglied des Landtags von Nordrhein-Westfalen
- Bruno Allolio (* 5. Oktober 1949; † 16. August 2015 in Würzburg), Internist und Endokrinologe
- Harald Grosskopf (* 23. Oktober 1949), Schlagzeuger (Rockband Wallenstein) und Elektronikmusiker. In Mönchengladbach von 1970 bis 1974 und 1987–1989.
- Hildegard Wester (* 28. Dezember 1949 in Rheydt), Politikerin (SPD)
- Günter vom Dorp (* 17. Oktober 1950), Hörfunk-Moderator, Sänger und Autor

#### 1951–1960
- Eva Weissweiler (* 14. Februar 1951), Schriftstellerin
- Peter-Michael Hahn (* 17. Februar 1951), Historiker und Hochschullehrer
- Gerhard Krieger (* 17. Februar 1951; † 30. Dezember 2018 in Brühl), Theologe und Philosoph
- Peter Klusen (* 20. März 1951), Schriftsteller, Bühnenautor und Cartoonist
- Theo Altenberg (* 1952), Künstler, Filmemacher und Performer
- Norbert Post (* 16. Juni 1952), Politiker (CDU)
- Klaus Mohrs (* 27. Juni 1952), Politiker (SPD), Oberbürgermeister der Stadt Wolfsburg
- Helmut W. Pesch (* 30. August 1952), Fantasy-Autor, Illustrator, Übersetzer und Verlagslektor
- Gregor Quasten (* 3. Oktober 1952; † 13. November 2004 in Edenkoben), Fußballtorhüter
- Ursula Gather (* 28. April 1953), Professorin für mathematische Statistik und industrielle Anwendungen
- Hans Klinkhammer (* 23. August 1953), ehemaliger Fußballspieler
- Ursula Peysang (* 10. September 1953; † 27. August 1991 in Hannover), Schlagersängerin (Im Wagen vor mir mit Henry Valentino)
- Gabriele Schrey-Vasara (* 25. Oktober 1953 in Rheydt), Übersetzerin aus dem Finnischen
- Martin Lersch (* 5. April 1954), Zeichner, Illustrator, Maler und Musiker
- Hans-Willi Körfges (* 1. Juni 1954), Politiker (SPD), MdL
- Wolfgang Eßer (* 10. September 1954), Zahnarzt und Verbandsfunktionär
- Detlef Neuß (* 30. November 1954), Bundesvorsitzender des Fahrgastverbandes Pro Bahn e.V. seit 2016
- Hans Walter Hütter (* 15. Dezember 1954), deutscher Historiker
- Georg Minkenberg (* 1955; † 10. März 2016 in Aachen), Kunsthistoriker, Leiter der Aachener Domschatzkammer
- Peter Riemer (* 20. März 1955 in Rheydt), Altphilologe
- Karl Jansen-Winkeln (* 3. April 1955), Ägyptologe und Hochschullehrer
- Hans Wilhelm Reiners (* 7. Juli 1955), Politiker (CDU), 2014 bis 2020 Oberbürgermeister der Stadt Mönchengladbach
- Michael Esser (* 13. August 1955; † 22. September 2022 in Kiel), Hörspielautor, Produzent und Regisseur
- Reinhard Feiter (* 1956), römisch-katholischer Theologe
- Udo Witt (* 1956 in Rheydt), Kirchenmusikdirektor der Evangelischen Hauptkirche Rheydt
- Ansgar Puff (* 8. Januar 1956), Domkapitular und Weihbischof in Köln
- Hans-Dieter Sues (* 13. Januar 1956 in Rheydt), Wirbeltierpaläontologe
- Norbert Ringels (* 16. September 1956), ehemaliger Fußballspieler
- Reinhold Ewald (* 18. Dezember 1956), Physiker und Astronaut
- Burkhard Spinnen (* 28. Dezember 1956), Schriftsteller
- Veronika Classen (* 18. Januar 1957; † 6. Mai 2023), Managerin
- Xenia Marita Riebe (* 5. März 1957), Malerin und Plastikerin
- Ulrike von der Groeben (* 25. März 1957), Redakteurin und Moderatorin
- Walter Moers (* 24. Mai 1957), Comic-Zeichner und Schriftsteller
- Rolf Martin Schmitz (* 17. Juni 1957), Manager, Vorstandsvorsitzender der RWE AG
- Axel Breitung (* 21. August 1957 in Rheydt), Musikproduzent
- Norbert Spinrath (* 26. September 1957 in Rheydt), Bundesvorsitzender der Gewerkschaft der Polizei und Politiker (SPD)
- Guido Müller (* 1957 in Rheydt, † 2022), Historiker
- Volker Pispers (* 18. Januar 1958 in Rheydt), politischer Kabarettist
- Willi Achten (* 21. März 1958), Schriftsteller
- Stephan Schoeps (* 18. April 1958), Mediziner und Generalstabsarzt der Bundeswehr
- Birgit Hahn (* 29. Juni 1958), Hockeyspielerin, Silbermedaillengewinnerin bei Olympia
- Marianne Bechhaus-Gerst (* 12. September 1958), Afrikanistin, Hochschullehrerin
- Christoph Seeßelberg (* 1959), Professor für Stahlbau und Präsident der FH Köln
- Harald Zillikens (* 4. Juni 1959 in Rheydt-Odenkirchen), Politiker (CDU), Bürgermeister von Jüchen
- Norbert Bude (* 14. September 1959), Politiker (SPD), von 2004 bis 2014 Oberbürgermeister der Stadt Mönchengladbach
- Reinhard Mahlberg (* 1. November 1959), Schauspieler
- Tobias H. Strömer (* 1. Mai 1960 in Rheydt), Rechtsanwalt und Autor
- Carsten Schaefer (* 8. Mai 1960), Fernsehmoderator
- Rüdiger Blömer (* 15. November 1960 in Windberg), Dozent, Komponist und Musiker

#### 1961–1970
- Marlene Bach (* 1961 in Rheydt), Schriftstellerin
- Frank Boss (* 1961 in Rheydt), Politiker, MdL (CDU)
- Jürgen Wieshoff (* 1961 in Rheydt), Journalist, Autor und Erfinder
- Andreas Hensel (* 13. Januar 1961), Veterinärmediziner, Professor, Präsident des Bundesinstituts für Risikobewertung (BfR)
- Holger Brülls (* 1962), Kunsthistoriker und Denkmalpfleger
- Anders Orth (* 1962), Musiker, Komponist, Schauspieler und Regisseur
- Uwe Röhrhoff (* 1962), Vorstandsvorsitzender der Firma Gerresheimer
- Günter Theißen (* 16. Januar 1962), Genetiker
- Armin Krings (* 22. November 1962), Fußballspieler
- Hans-Georg Maaßen (* 24. November 1962), Jurist, Präsident des Verfassungsschutzes (2012–18)
- Carsten Reinhold Schulz (* 1963), Künstler in den Bereichen Konzepte, Aktionen, Musik und Autor
- Wilfried Bauer (* 1963 in Rheydt), Geologe und Professor an der German University of Technology in Oman
- Bert Goebel (* 14. Juli 1963), Schwimmer
- Andreas Magdanz (* 9. August 1963), Fotograf
- Brigitte Bürkle (* 11. Dezember 1963), Betriebswirtschaftlerin und Hochschullehrerin
- Axel Baltzer (* 13. Dezember 1963), Orthopäde
- Thomas Johnen (* 1964), deutscher Theologe und Professor für Romanistik
- Gregor Maria Hoff (* 29. Januar 1964), Fundamentaltheologe
- Michael Frontzeck (* 26. März 1964), Fußballtrainer und ehemaliger Fußballnationalspieler
- Wolfgang Feindt (* 10. Mai 1964; † 27. September 2024), Redakteur
- Christof Siemes (* 11. August 1964), Journalist und Autor
- Kai Ebel (* 30. August 1964), Sportreporter
- Rebecca Gablé (* 25. September 1964 in Wickrath), Pseudonym von Ingrid Krane-Müschen, Schriftstellerin
- Gabriele Köster (* 18. Dezember 1964), Kunsthistorikerin, Leiterin des Kulturhistorischen Museums Magdeburg
- Hans-Georg Dreßen (* 30. Dezember 1964), ehemaliger Fußballspieler
- Chris Kempers (* 7. Januar 1965), Sängerin beim Eurovision Song Contest im Jahre 1990
- Ellen Lohr (* 12. April 1965), Motorsportlerin
- Stefan Heyer (* 21. Mai 1965), Autor
- Guido Kopp (* 23. Februar 1966; † 1. Juni 2019), Fußballspieler und -trainer
- Svenja Pages (* 3. August 1966 in Rheydt), Schauspielerin
- Michael Hilgers (* 6. August 1966), Feldhockeynationalspieler, Silber- und Goldmedaillengewinner bei den Olympischen Sommerspielen 1988 in Seoul und 1992 in Barcelona
- Roland Virkus (* 3. Dezember 1966), Fußballfunktionär und -trainer
- Sabine Ercklentz (* 1967), Musikerin
- Dietmar Jacobs (* 1967), Drehbuchautor
- Andreas Schröders (* 1967), Schauspieler
- Heinz-Harald Frentzen (* 18. Mai 1967), Formel-1-Rennfahrer
- Iris Criens (* 20. Juni 1967), Sängerin der Musikgruppe Wind
- Monty Arnold (* 26. Juni 1967), Schauspieler, Komiker und Synchronsprecher
- Bernd Kardorff (* 31. Dezember 1967), Hautarzt, Buchautor, Träger des Bundesverdienstkreuzes am Bande
- Urban Mauer (* 12. Januar 1968), politischer Beamter (CDU)
- Armin Pongs (* 18. Januar 1968 in Rheydt), Schriftsteller
- Klaus Dohmen (* 8. März 1968 in Rheydt), Mathematiker
- Harald Mücke (* 22. Mai 1968 in Rheydt), Spieleautor und -verleger
- Rene Runge (* 27. Juni 1968), bekannt als Jaspa Jones von Blank & Jones
- Georg Zimmermann (* 1968), Richter am Bundesgerichtshof
- Stefanie Kunschke (* 1969), Opernsängerin
- Axel Ockenfels (* 9. Februar 1969 in Rheydt), Wirtschaftswissenschaftler
- Gregor Schneider (* 5. April 1969 in Rheydt), Künstler
- Volker Kaibel (* 16. Mai 1969 in Rheydt), Mathematiker
- Günter Krings (* 7. August 1969 in Rheydt), Politiker, MdB (CDU)
- Dirk Stettner (* 24. August 1969), Hotelier und Politiker (CDU), Mitglied des Abgeordnetenhaus von Berlin
- Stefan Berger (* 15. September 1969), Wirtschaftswissenschaftler und Politiker, MdEP (CDU)
- Peter Platen (* 24. April 1969), katholischer Theologe und Kanonist
- Martina Hannen (* 6. März 1970), Politikerin, MdL (FDP)
- Mario Kaiser (* 8. April 1970 in Rheydt), Journalist
- Torsten Knippertz (* 19. Juni 1970), Schauspieler und Moderator
- Marc Romboy (* 19. Juni 1970), Musikproduzent, DJ, Komponist und Labelchef
- Michael Frömmel (* 12. September 1970 in Rheydt), Wirtschaftswissenschaftler und Professor an der Universität Gent
- Karlheinz Pflipsen (* 31. Oktober 1970), ehemaliger Fußballspieler

#### 1971–1980
- Jörg Albertz (* 29. Januar 1971), ehemaliger Fußballspieler
- Michael von Ameln (* 23. August 1971 in Rheydt), Schiedsrichter in der 1. Bundesliga im Feld- und Hallenhockey
- Martin Heckmanns (* 19. Oktober 1971), Schriftsteller und Dramatiker
- Sandra Navidi (* 1. September 1972), Juristin
- Sam Eisenstein (* 26. November 1972), Schauspieler
- Shakuntala Banerjee (* 1973 in Rheydt), Fernsehjournalistin
- Arnd Küppers (* 1973), römisch-katholischer Theologe
- Sonja Oberem (* 24. Februar 1973 in Rheydt), Triathletin, Langstreckenläuferin und Olympiateilnehmerin
- Günter Bollmann (* 7. März 1973), Jazzmusiker
- Ulla Lenze (* 18. September 1973), Schriftstellerin
- Andreas Coenen (* 15. Februar 1974), Landrat
- Heinz-Wilhelm Esser (* 25. April 1974), Mediziner, Moderator, Autor, Unternehmer und Musiker
- Antje Diller-Wolff (* 12. August 1974), Journalistin, Autorin und Fernsehmoderatorin
- Melanie Kraus (* 24. Oktober 1974), Langstreckenläuferin
- Sabine Fürst (* 26. September 1975), Schauspielerin
- Nina Juraga (* 17. Dezember 1975), Schauspielerin
- Jens Bülte (* 1976), Jurist und Hochschullehrer
- Simone Klöckner (* 11. März 1976), Tischtennis-Bundesligaspielerin
- Monique Wölk (* 19. März 1976), Politikerin (SPD)
- Nikola Huppertz (* 7. Mai 1976), Schriftstellerin
- Sven Lintjens (* 5. Oktober 1976), Fußballspieler
- Ann-Kristin Hamm (* 1977), Malerin
- Nick Heidfeld (* 10. Mai 1977), Formel-1-Rennfahrer
- Marcel Ketelaer (* 3. November 1977), Fußballspieler
- Jörn Lang (* 1978), Klassischer Archäologe
- Joachim Winterscheidt (* 13. Januar 1979), Fernsehmoderator
- Joscho Stephan (* 23. Juni 1979), Jazzgitarrist
- Catherine Cleophas (* 1980), Wirtschaftsinformatikerin
- Axel Lindner (* 1980), Violinist
- Andreas Schmitten (* 1980), Bildhauer und Zeichner
- Stephan Muckel (* 1980), Politiker

#### 1981–1990
- Meral Al-Mer (* 2. Februar 1981), Musikerin, Journalistin und Autorin
- Navina Omilade (* 3. November 1981), Fußballnationalspielerin
- Dominik Jansen (* 30. Januar 1982), Fußballspieler
- Tim Erfen (* 22. Oktober 1982), Fußballspieler
- David Wallen (* 30. April 1983), ehemaliger American-Football-Spieler
- David Jakobs (* 25. Juli 1983), Musicaldarsteller
- Julia Huppertz (* 21. Februar 1984), Handballspielerin
- Nadire İnan (* 10. September 1984), deutschtürkische Fußballspielerin
- Bastian Reiber (* 1985), Schauspieler
- René Schnitzler (* 14. April 1985), Fußballspieler
- Jennifer Weiß (* 18. Mai 1985), Synchronsprecherin
- Marcell Jansen (* 4. November 1985), ehemaliger Fußballspieler, Präsident des Hamburger SV
- Michael Winter, bekannt als Blood Spencore (* 1986), Rapper
- Dominic Musa Schmitz (* 1987), Aussteiger aus der Salafistenszene
- Andreas Spinrath (* 1987), Journalist
- Isabell Herlovsen (* 23. Juni 1988), norwegische Fußballnationalspielerin
- Christian Dorda (* 6. Dezember 1988), deutsch-polnischer Fußballspieler
- Lisa Altenburg, geboren als Lisa Hahn (* 23. September 1989), Hockeynationalspielerin
- Yvonne Zielinski (* 1. Dezember 1989), Fußballspielerin
- Felix Heinrichs (* 22. März 1989), Politiker (SPD), seit 1. November 2020 Oberbürgermeister der Stadt Mönchengladbach
- Laurens Groll (* 1990), deutscher Cellist
- Cansu Yağ (* 22. Juni 1990), türkische Fußballspielerin

#### 1991–2000
- Tanju Bilir (* 1991), Schauspieler
- Frederic Fieger-Viehof (* 7. Januar 1992), Webvideoproduzent, siehe Sturmwaffel
- Stefan Thelen (* 9. März 1992), Fußballspieler
- Marc-André ter Stegen (* 30. April 1992), Fußballtorhüter
- Jannik Stevens (* 21. Juli 1992), Fußballspieler
- Mats Grambusch (* 4. November 1992), Hockeyspieler, Weltmeister
- Lena Zingsheim-Zobel (* 15. Juni 1993), Politikerin (Bündnis 90/Die Grünen)
- Tim Achtermeyer (* 1993), Politiker (Bündnis 90/Die Grünen)
- Robin Metzer (* 1993), Bühnen- und Kostümbildner und Szenograf
- Maurice Pluntke (* 23. Januar 1994), Fußballspieler
- Tom Grambusch (* 4. August 1995), Hockeyspieler, Weltmeister
- Sinan Kurt (* 23. Juli 1996), Fußballspieler
- Tom Löwe (* 29. Mai 1997), Karambolage-Billardspieler
- Tim Sandkaulen (* 29. Dezember 1997), Tennisspieler
- Radomir Novaković (* 24. Januar 2000), deutsch-serbischer Fußballtorhüter

### 21. Jahrhundert
- Tom Gaal (* 3. März 2001), Fußballspieler
- Amelie Bohnen (* 16. August 2001), Fußballspielerin
- Max Finkgräfe (* 27. März 2004), Fußballspieler
- Mio Backhaus (* 16. April 2004), Fußballspieler
- Sandra Walbeck (* 5. März 2005), Fußballspielerin
- Anne Moll (* 6. April 2005), Fußballspielerin

## Ehrenbürger
Im § 6 der Rheinischen Städteordnung vom 15. Mai 1856 wird es der Stadtverordnetenversammlung ermöglicht, im Einverständnis mit dem Bürgermeister Männer zu ernennen, die sich um die Stadt verdient gemacht haben. Die Städte Mönchengladbach, Rheydt, Gladbach-Rheydt, Odenkirchen und Rheindahlen haben von 1857 an vom Recht Gebrauch gemacht, Personen das Ehrenbürgerrecht zu verleihen. Das Preußische Gesetz über das Bürger- und Gemeinderecht vom 15. Juli 1919 erlaubte es auch Frauen die Ehrenbürgerwürde zu verleihen. Im Fall der Maria Lenssen wurde die Ehrenbürgerwürde von der Stadt Rheydt bereits im Jahr 1913 unter juristischen Bedenken und inoffiziell verliehen.

### Ehrenbürger der Stadt Mönchengladbach
- Otto von Bismarck, Reichskanzler; anlässlich seines 80. Geburtstages (verliehen 1895)
- Peter Nonnenmühlen, Oberbürgermeister (verliehen 1950)
- Hennes Weisweiler, Trainer von Borussia Mönchengladbach zwischen 1964 und 1975 (verliehen am 17. Dezember 1974)
- Franz Meyers, Ministerpräsident von Nordrhein-Westfalen (verliehen 1978)
- Hans Jonas, Philosoph und Ethiker (verliehen 1989)

### Ehrenbürger von Odenkirchen
- Otto von Bismarck, Reichskanzler

### Ehrenbürger von (Rhein-)Dahlen
- Johann Franz Nicodem, von 1857 bis 1900 Bürgermeister der Stadt Dahlen und Rheindahlen

### Ehrenbürger der Stadt Rheydt
- Johann David Büschgens (* 28. März 1782 in Rheydt-Dorf; † 12. Juli 1869 in Rheydt), Seidenfabrikant und erster hauptamtlicher Bürgermeister der Stadt Rheydt von 1823 bis 1857 (verliehen am 11. September 1857)[2]
- Otto von Bismarck, Reichskanzler; verliehen am 22. Februar 1895, anlässlich seines 80. Geburtstages[3]
- Tonio Bödiker, Geh. Oberregierungsrat, Landrat des Kreises Gladbach (verliehen am 10. Januar 1897)[4]
- Maria Lenssen, Wohltäterin (verliehen 1913)[5]
- Hugo Junkers, Flugzeugkonstrukteur (verliehen am 5. Juni 1928)[6]
- Joseph Goebbels (verliehen am 5. April 1933; von Rheydt, nach der Trennung Gladbach-Rheydt erneut am 16. Oktober 1934 verliehen. Aberkannt am 14. Juni 1945.)[7][8]

## Weitere Persönlichkeiten
Mit der Stadt Mönchengladbach sind folgende Personen verbunden, die dort nicht geboren sind, jedoch dort gewirkt haben:

### 9./10. Jahrhundert

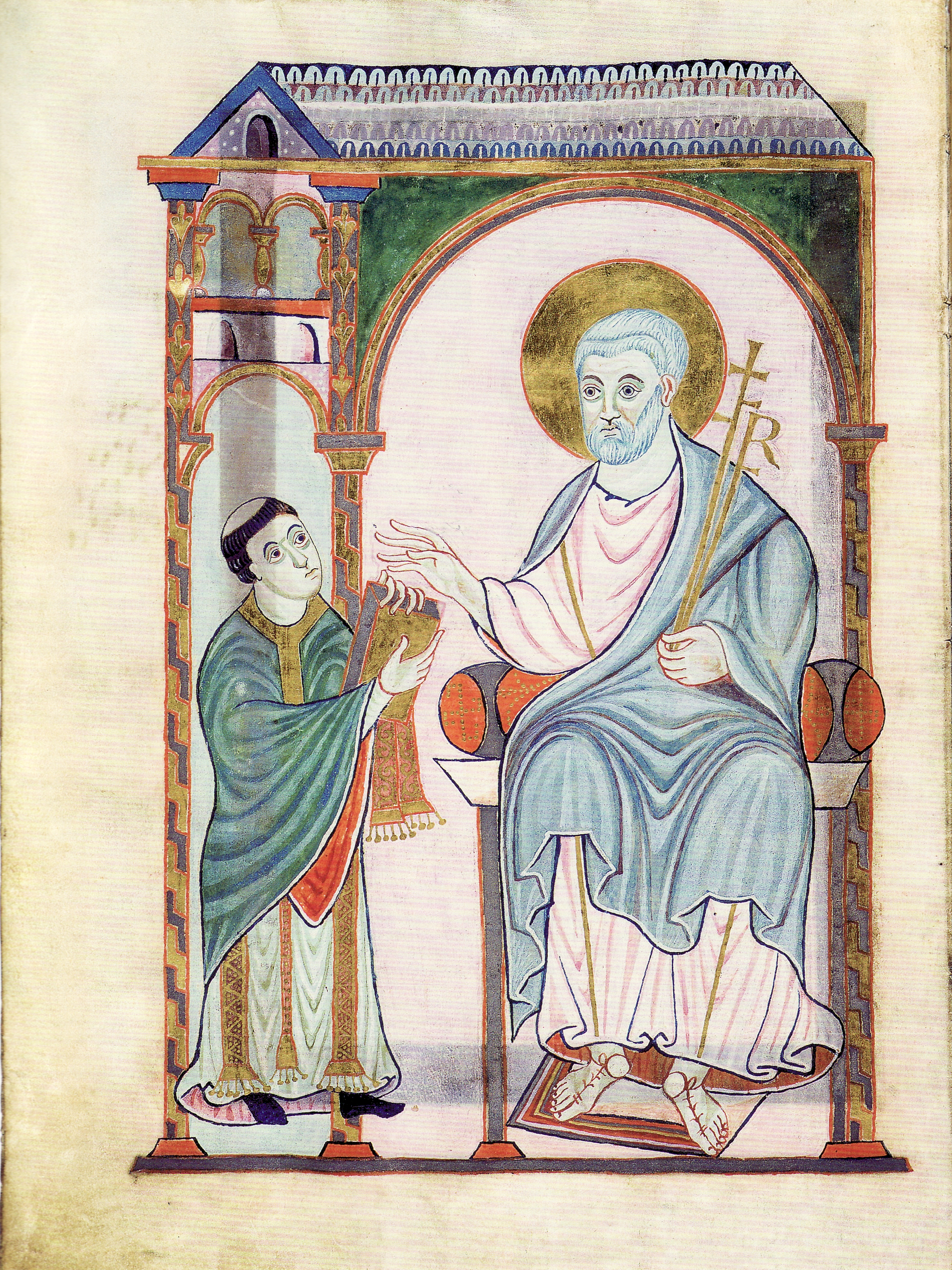
Gero von Köln

- Gero von Köln (≈900–976), Gründer der Abtei Gladbach
- Sandrad, Mönch, Mitbegründer und erster Abt der Abtei Gladbach

### 18. Jahrhundert
- Klemens August Bernhard von Bouget (* 2. September 1731 in Aachen; † 20. April 1779 in Odenkirchen, Kurköln), Hofkammerrat, Vogt zu Odenkirchen, Unternehmer (Gründer der ersten Samt- und Seidenfabrik zu Odenkirchen), Pächter von Haus Zoppenbroich

### 19. Jahrhundert
- Ludwig Weber (1846–1922), evangelischer Theologe und Sozialreformer, Gründer des Evangelischen Arbeitervereins in Gladbach, von 1881 bis 1914 Pfarrer in Gladbach
- August Monforts (* 18. September 1850 in Gerderath; † 7. Juli 1926 in Mönchengladbach), Gründer des Maschinenbau-Unternehmens A. Monforts Textilmaschinen und A. Monforts Werkzeugmaschinen in Mönchengladbach.[9]
- Franz Hitze (1851–1921), katholischer Theologe und Politiker der Zentrumspartei; Gründer des Volksvereins
- Heinrich von der Helm (* 8. Mai 1859 in Koblenz; † 23. Juni 1950), Priester
- Paul Lehwald (* 1863 in Bromberg; † 1928 in Hameln), Bürgermeister von Rheydt
- Ernst Brasse (30. September 1865 in Potsdam; † 31. August 1923 in M.Gladbach), Historiker, Verfasser der grundlegenden Geschichte der Stadt und Abtei Gladbach
- Josef Blum (* 6. Februar 1866 in Krefeld; † 1. Februar 1924 in Mönchengladbach), Chefarzt der Lungenheilstätte St. Franziskus und Leiter der Hardterwald-Klinik.
- August Pieper (1866–1942), Theologe und Verbandsvorsitzender des Volksvereins für das katholische Deutschland
- Franz Gielen (1867–1947), vom 8. Dezember 1920 bis 1930 Oberbürgermeister von München-Gladbach
- Heinrich Brauns (1868–1939), katholischer Theologe, Direktor der in Mönchengladbach ansässigen Zentralstelle des Volksvereins für das katholische Deutschland, Zentrums-Politiker, Reichsarbeitsminister
- Wilhelm Elfes (1884–1969), erster Oberbürgermeister in Mönchengladbach nach dem Zusammenbruch des NS-Regimes
- Josef Kleinle (* 22. August 1884 in Donauwörth; † 26. März 1912 in Derendorf), Flugpionier
- Heinz Vogel (1898–1977), Künstler; wohnte und arbeitete bis 1961 in Mönchengladbach

### 20. Jahrhundert
- Alfred Blömer (1918–2016), Gymnasiallehrer und Genealoge
- Johannes Cladders (1924–2009), 1967–85 Direktor der städtischen Museen
- Wolfgang Hildemann (1925–1995), Komponist der Zwölftontechnik
- Heinz Mack (* 1931), Künstler; lebt und arbeitet in Mönchengladbach
- Edmund Erlemann (1935–2015), sozial engagierter römisch-katholischer Priester, Propst des Mönchengladbacher Münsters und Gründer der Stiftung Volksverein
- Viktor Scholz (1935–2023), russisch-deutscher Kirchenmusikdirektor und Konzertorganist, lebt seit 1958 in Mönchengladbach, Kantor des Münsters St. Vitus in Mönchengladbach von 1958 bis 2000
- Albert Brülls (1937–2004), Fußballnationalspieler und 1952–62 Spieler von Borussia Mönchengladbach
- Wilhelm Bruners (* 1940), katholischer Theologe und Lyriker, Pfarrer in Mönchengladbach
- Blinky Palermo (Peter Schwarze/Peter Heisterkamp) (1943–1977), Künstler; lebte und arbeitete von 1969 an in Mönchengladbach
- Walter Büchsel (* 9. Oktober 1943 in Köln; † 18. Mai 2010 in Düsseldorf), Polizeipräsident in Mönchengladbach von 1994 bis 2008
- Berti Vogts (* 1946), Fußballspieler (fünfmal Deutscher Meister mit Borussia Mönchengladbach, Weltmeister 1974, Europameister 1972), Fußballtrainer (Europameister 1996)
- Frank Schäffer (1952–2024), Fußballspieler, Spieler von Borussia Mönchengladbach
- Klaus Schmitt (* 1955), Künstler, lebt und arbeitet in Mönchengladbach
- Peter Smolka (* 1960), polnisch-deutscher Pop-Art-Künstler, betreibt sein Atelier im Stadtteil Eicken
- Gülistan Yüksel (* 1962), Mönchengladbacher Politikerin (SPD), Bundestagsabgeordnete und Trägerin des Bundesverdienstkreuzes
- Kadir Sözen (* 1964), Rundfunkjournalist und Filmemacher, aufgewachsen in Mönchengladbach
- Michael Koslar (* 1967), Künstlername Malte Sonnenfeld, Fernsehmoderator, Sprecher, Autor und Maler hat sein Atelier in Mönchengladbach.
- Oliver Neuville (* 1973), ehemaliger Fußballnationalspieler; wohnt und arbeitet in Mönchengladbach
- Dörte Schall (* 1977), Politikerin (SPD); war von 2015 bis 2024 Leiterin des Dezernats für Soziales, Jugend und Gesundheit sowie von 2023 bis 2024 stellvertretende Oberbürgermeisterin der Stadt Mönchengladbach
- Charlotte Roche (* 1978), Moderatorin der Alternativmusiksendung Fast Forward beim Musiksender Viva und Schriftstellerin; lebte lange in Mönchengladbach
- Ina Menzer (* 1980), Box-Weltmeisterin nach WIBF-Version im Federgewicht, wohnhaft im Stadtteil Wickrath
- Andreas Tölzer (* 1980), Judoka für den 1. JC Mönchengladbach und Bronzemedaillengewinner bei den Olympischen Sommerspielen 2012 in London
- Jan-Marco Montag (* 1983), Hockey-Weltmeister 2006, Hockey-Olympiasieger 2008, spielte beim Gladbacher HTC
- Summer Cem (* 1983; bürgerlich Cem Toraman), Rapper; wuchs in Rheydt auf
- Fatmire Alushi (* 1988), Fußballnationalspielerin und -Weltmeisterin; wohnhaft im Ortsteil Giesenkirchen